# Nordskog
Nordskog var ett amerikanskt skivmärke, startat 1921 i Santa Monica, Kalifornien  av norskättlingen Arne "Andrae" Nordskog (1885-1962). Skivetiketten hade texten '”First on the Pacific Coast". Av inspelningarna, som kom att omfatta endast ett 25-tal skivor, har uppmärksammats en som gjordes av trombonisten Kid Ory 1922. 